# Szaniawski Hrabia
Szaniawski Hrabia – polski herb szlachecki, hrabiowska odmiana herbu Junosza.

## Opis herbu
Opis z wykorzystaniem klasycznych zasad blazonowania:
W polu czerwonym, na murawie zielonej baran stojący, zbroczony krwią. Nad tarczą korona hrabiowska, nad którą hełm z klejnotem: pięć piór strusich. Labry czerwone, podbite srebrem.

## Najwcześniejsze wzmianki
Nadany z tytułem hrabiego Galicji (hoch- und wohlgeboren, graf von) Stanisławowi Szaniawskiemu 1 maja 1800 roku. Podstawą nadania tytułu były dygnitarskie funkcje pełnione przez obdarowanego w Polsce (m.in. krajczy koronny i szambelan) oraz posiadane ordery Orła Białego i Św. Stanisława.

## Herbowni
Jedna rodzina herbownych:
graf von Szaniawski.